# Brujas FC
Brujas Fútbol Club – kostarykański klub piłkarski z siedzibą w mieście Desamparados.

## Osiągnięcia
- Półfinał mistrzostw Kostaryki: 2007/08

## Historia
Utworzony w 2004 Brujas szybko stał się czołowym klubem kraju, docierając w 2007/08 do półfinału mistrzostw Kostaryki, gdzie jednak przegrał po dogrywce z CS Herediano.